# Ду (Сона)
Ду (фр. Le Doubs) река је у источној Француској (430 km тока) и западној Швајцарској (23 km тока), укупне дужине 453 km и површине слива 7.710 km². Улива се у Сону. Средњи проток износи 176 m³/s. 